# Murina kontumensis
Murina kontumensis és una espècie de ratpenat de la família dels vespertiliònids. És endèmic del Vietnam. S'alimenta d'insectes. És un ratpenat de petites dimensions, amb una llargada de cap a gropa de 40 mm, els avantbraços de 32,28 mm, la cua de 38,5 mm, els peus de 7,6 mm, les orelles de 18,7 mm i un pes de fins a 5 g. Com que fou descoberta fa poc, l'estat de conservació d'aquesta espècie encara no ha estat avaluat formalment.